# 世の中面白研究所
『世の中面白研究所』（よのなかおもしろけんきゅうしょ）とは、NHKラジオ第1放送とNHKワールド・ラジオ日本で、2008年3月31日から2015年3月23日まで放送された情報番組である。2008年2月11日にパイロット版を放送した。

## 概要
日々の生活で疑問に思ったこと、知りたいと思ったことを現場レポートを通して解明していく番組である。司会は「研究所長」小堺一機と「副所長」森山春香（NHKアナウンサー）である。現場レポーターは「研究員」と呼ばれ、取材とスタジオでの報告を行う。研究員には特にローテーションはなく、さまざまなタレント・俳優が登場するが、小堺と同じ浅井企画に所属するタレントの出番が比較的多い（ずん、イワイガワなど）。「非常勤研究員」のくどうみやこはほぼ毎週出演する。またみうらじゅんが「特別名誉顧問」として年に1回出演する。
放送時間は毎週月曜日の20:05 - 20:55である。実質的には『ふれあいラジオパーティ』（火曜日 20:05 - 20:55）を系譜するもので、『おしゃべりクイズ疑問の館』、『新・話の泉』は火曜日に移動（事実上枠交換）する。
2015年3月23日で終了、7年間の歴史に幕を閉じた。

## 出演者
- 小堺一機 - 研究所長（司会）
- 森山春香 - 副所長（進行役）
- くどうみやこ - 非常勤研究員
「トレンドウォッチャー」の肩書きで出演した。「非常勤」であるが実際はほぼ毎週スタジオ出演し、研究員（レポーター）に代わってトレンドを紹介したり、番組後半で流行中の食べ物やカルチャーをレポートする。

過去
- 青木裕子（2010年3月22日まで、初代副所長）
- 山本志保（2013年3月25日まで、2代目副所長）

## 構成
- 番組前半 - 研究員によるレポート。取材テープをもとにトークを繰り広げる。ただし、日本全国ですでに流行しているものを取り上げることはあまりなく、首都圏（まれに大阪、名古屋など）で話題になっている事柄やスポットを取り上げることが多い。
- 番組後半 - エンディング前にミニコーナーが挿入される（複数のコーナーが放送されることもある）。
  - 世の中面白研究準備室 - 流行しそうな食べ物、商品、カルチャーを、リスナーの投稿によって紹介する。くどうが解説に加わることもある。
  - 世の中面白試食室 - くどうが持ち込んだ最新フード（珍奇なものが多い）を小堺が試食し、採点を行う[3]。
  - 面白アンテナ - 小堺が、個人的に興味を抱いているトピックを短く語る。

2012年3月までは、番組中盤で音楽を流し、20:30から2分間ニュースを放送したが、4月以降は音楽・ニュースともに放送しなくなった。